# Луїза Лікі
Принцеса Луїза де Мерод (англ. Princess Louise de Merode, до шлюбу Ліккі; 21 березня 1972, Найробі, Кенія) — кенійська палеонтологиня, займається дослідженням та розкопками скам'янілостей давніх гомінідів у Східній Африці.

## Біографія
Луїза Лікі народилась в Найробі, Кенія, в 1972 році, в тому ж році помер її дідусь Луїс Лікі. Вперше почала брати активну участь у відкритті скам'янілостей у 1977 році у 6 років, тоді вона стала наймолодшою людиною, що знайшла скам'янілого гоміноїда.
Луїза Лікі одержала свідоцтво про середню освіту за програмою міжнародного бакалаврату у Атлантичному Коледжі Об'єднаного Світу, та здобула ступінь бакалавра наук в галузі геології та біології від Університету Брістоля. Також здобула ступінь доктор філософії в Університетському коледжі Лондона в 2001 році.
В 1993 році до неї приєдналась її мати Мів Лікі, як співкерівниця палеонтологічної експедиції в Північній Кенії. Дослідницький проєкт Кообі Фора був однією з найпомітніших програм останніх двох десятиліть, за винятком деяких найбільш відомих скам'янілостей гомінід, останнім з яких був описаний Кеніантроп платіопс.
Її ініціативою було розміщення цифрових моделей колекції скам'янілостей у віртуальній лабораторії африканських фосилій, де моделі можуть бути завантажені в 3D форматі, надруковані чи вирізані в картоні для колекції.
У 2003 році Луїза Лікі одружилася з принцом Емануелем де Меродом, бельгійським приматологом. Народила двох доньок: принцесу Сейю де Мерод (2004) і принцесу Алексію де Мерод (2006) (англ.).